# Manuel Leiria de Andrade
Manuel Leiria de Andrade (Fortaleza, 21 de março de 1889 - Rio de Janeiro, 9 de dezembro de 1935), foi um professor, advogado, promotor e político brasileiro, membro da Academia Cearense de Letras.

## Biografia
Filho de Joaquim José de Andrade, major do Exército Brasileiro e veterano da Guerra do Paraguai, e de Maria Joaquina de Melo Andrade. Após perder o pai aos nove anos de idade, estudou no Liceu do Ceará enquanto dava aulas para os colegas, conseguindo assim manter-se estudando.
Fez concurso para a Delegacia Fiscal do Ceará, passando em primeiro lugar. Em 1911 casou-se em Canindé com Maria Celsa Monteiro, com quem teria oito filhos.
Em março de 1912 foi nomeado promotor de justiça de Canindé, mas foi demitido por motivos políticos. Em 1913 foi nomeado professor da Escola de Aprendizes Marinheiros de Fortaleza, posto que deixou quando fundou o Colégio Colombo, também na capital cearense.
Cursou a Faculdade de Direito do Ceará, formando-se em 1915. Foi então nomeado pelo presidente do estado, Liberato Barroso, professor de enciclopédia jurídica da mesma  faculdade, passando ainda pelas disciplinas de filosofia do direito e direito romano.
Ainda em 1915 foi eleito para a Assembleia Legislativa do Ceará, onde foi o líder governista no período de 1917 a 1920. Nesse ano foi nomeado pelo presidente do estado, Justiniano de Serpa (1920-1923), secretário do Interior e Justiça. Em meio à legislatura 1921-1923 foi eleito deputado federal pelo Ceará em eleição suplementar. Reeleito em 1924, permaneceu na Câmara dos Deputados de agosto de 1923 a dezembro de 1926.
Em 5 de abril de 1932, foi absolvido pelo Júri de Fortaleza na acusação de conivência com o assassinato do jornalista Antônio Drummond. A acusação foi feita pelo Promotor Hélio Caracas e Kerginaldo Cavalcanti, e a defesa por Gustavo da Frota Braga, Francisco Saboia, Jáder de Carvalho, e o próprio réu.
Em 1935 tornou-se procurador geral do Instituto dos Comerciários e fez concurso para a cadeira de direito penal da Faculdade Nacional de Direito, no Rio de Janeiro, vindo a falecer antes do resultado.  